# Droga krajowa nr 32 (Węgry)
Droga krajowa nr 32 (węg. 32-es főút) – droga krajowa we wschodnich Węgrzech, w komitatach Heves i Jász-Nagykun-Szolnok. Długość - 72 km. Przebieg: 
- Hatvan – skrzyżowanie z M3 i z 3
- Jászberény – skrzyżowanie z 31
- Újszász – skrzyżowanie z M3
- Szolnok – skrzyżowanie z 40